# Projeto Casa da Criança
O Projeto Casa da Criança é uma organização não governamental brasileira fundada em 1999, pelos arquitetos Patrícia Chalaça e Marcelo Souza, em  Recife, no Brasil. É classificada como OSCIP (Organização da Sociedade Civil de Interesse Público) e desde sua criação reforma abrigos e creches para as crianças. A ONG também reforma áreas infantis em hospitais, para o tratamento de câncer infanto juvenil.

O Projeto teve grande repercussão na mídia após a reforma do abrigo Casa da Carolina, quando mobilizou mais de 500 empresas e reformou o abrigo inteiro em 45 dias, somente com a ajuda de voluntários. 

O Programa mais famoso é Cia dos Anjos,lançado dez anos depois da criação da ONG, e visa melhorar o atendimento para os crianças nos hospitais. 

## História
Os arquitetos Patrícia Chalaça e Marcelo Souza se reuniram com a intenção de reformar o Abrigo Casa de Carolina, em Recife, o projeto contou com mais de 60 arquitetos e decoradores e beneficiou mais de 100 crianças. A partir daí, o Projeto Casa da Criança se espalhou pelo Brasil  e atualmente está presente em mais de 15 estados brasileiros, mais o Distrito Federal. 
Como o projeto é executado sem verba ou apoio do governo, depende apenas das doações de empresários e trabalhos voluntários. As contribuições podem ser de várias formas, desde dinheiro e mão-de-obra até objetos como louças, metais, brinquedos e etc. 

## Programas
- Q'Alegria

Tem  o objetivo disseminar tecnologias que ajudem no tratamento ao câncer em crianças e adolescentes. De acordo com o site do Hospital São Marcos, Teresina - Piauí, onde a ala de quimioterapia infantil foi inaugurada em 18/06/2014. De acordo com o site do hospital, "O conceito do projeto vai desde a adequação a nova nomenclatura, até a estrutura arquitetônica levando ludicidade ao espaço até a proposta de entretenimento que engloba audição, visão e o tato." 
Em Dezembro de 2010, em João Pessoa, Pernambuco, o primeiro Q'Alegria do Brasil foi inaugurado no Hospital Napoleão Laureano.
- Cia dos Anjos

Tem como objetivo melhorar o atendimento às crianças e adolescentes nas instituições beneficiadas pelo Projeto Casa da Criança. Procuram voluntários para promover atividades de educação, saúde, esporte, lazer, arte e cultura. 
O programa Cia Dos Anjos foi lançado em Teresina - Piauí, em 11 de outubro de 2010, um ano antes da ONG completar 10 anos de atividades. 
- FINICS

É um fórum que nasceu da percepção do Projeto Casa da Criança, com o objetivo de integrar empresas que trabalham no ramo da construção civil e decorações visando promover uma nova visão às responsabilidades dos problemas no Brasil.

## Instituições Atendidas
O Projeto Casa da Criança já realizou trabalhos em 16 estados do Brasil, sendo eles: Alagoas, Amazonas, Bahia, Ceará, Distrito Federal, Goiás, Mato Grosso, Minas Gerais, Pará, Paraíba, Pernambuco, Piauí, Rio Grande do Norte, Santa Catarina, São Paulo e Sergipe.
Na capital Paulista, em 2002, foram reformadas quatro casas: a Casa Abrigo Santana, o Recanto Primavera, a Creche do Belém e a Creche Santo Antônio. 
O primeiro abrigo beneficiado pela ONG foi o Abrigo Casa de Carolina, localizado no Recife, em 1999. 

## 10 anos do Projeto Casa da Criança
Em outubro de 2010, o Projeto Casa da Criança comemorou 10 anos de existência com o lançamento do novo programa (Cia dos Anjos),e lançou uma campanha para ajudar a encontrar mais voluntários. A campanha envolvia anúncios em jornais e revistas, spots, e peças de mídia no exterior, e um vídeo estrelado pelo ator Dan Stullbach.

## Prêmios e Homenagens

### 2009
- Patricia Chalaça e Marcelo Souza homenageados pela CREA - Conselho Regional de Engenharia, Arquitetura e Agronomia: Medalha do Mérito "Lauro Borba".

### 2008
- Patricia Chalaça recebe prêmio Tacaruna Mulher: categoria Ação Social.

### 2007
- Projeto Casa da Criança recebe o prêmio Zumbi dos Palmares: categoria Arquitetura.
- Finalista no Prêmio Visionaris: Um dos cinco premiados, homenagem solenidade realizada na casa Fasano (São Paulo – SP).

### 2003
- Homenagem ADEMI-BA (Associação das Empresas do Mercado Imobiliário da Bahia), (Salvador-BA).
- Patricia Chalaça é eleita membro do Fórum de Lideres Sociais do Brasil.
- Projeto Casa da Criança recebe prêmio Casa & Mercado 2003

### 2002
- Homenagem da Revista Espaço D.

### 2000
- Eleita Fellow da ASHOKA.
- Mensão honrosa no PNBE (Pensamento Nacional da Bases Empresarial).

### 1999
- Recebe título de  "Amiga da Criança", pelo Programa EDUCA BRASIL do Jornalista Marcos Linhares.

## Parcerias
- Pizza Hut - Ceará e Paraíba [11]
- IBM - Brasil [12]
- Celite [13]
- Fabrimar [14]
- Sinduscon [15]
- Ashoka  [16]